# 普拉特縣 (懷俄明州)
普拉特縣是美國懷俄明州東南部的一個縣，面積5,647平方公里。根據2010年人口普查，本縣共有人口8,667人。本縣縣治為惠特蘭。
有三位重要的共和黨政治家均來自普拉特縣，他們分別是於1995年至2003年期間擔任懷俄明州州長一職的吉姆·格林格、於1963年至1977年期間擔任懷俄明州眾議員一職，並於任期末成為議長的哈羅德·赫爾鮑姆、以及於1963年至1977年期間擔任懷俄明州眾議員一職的牧場主羅伯特·米爾斯·格蘭特。本縣亦是被稱為「怀俄明大学牛仔隊之聲」的拉里·比爾萊菲的誕生地。

## 歷史

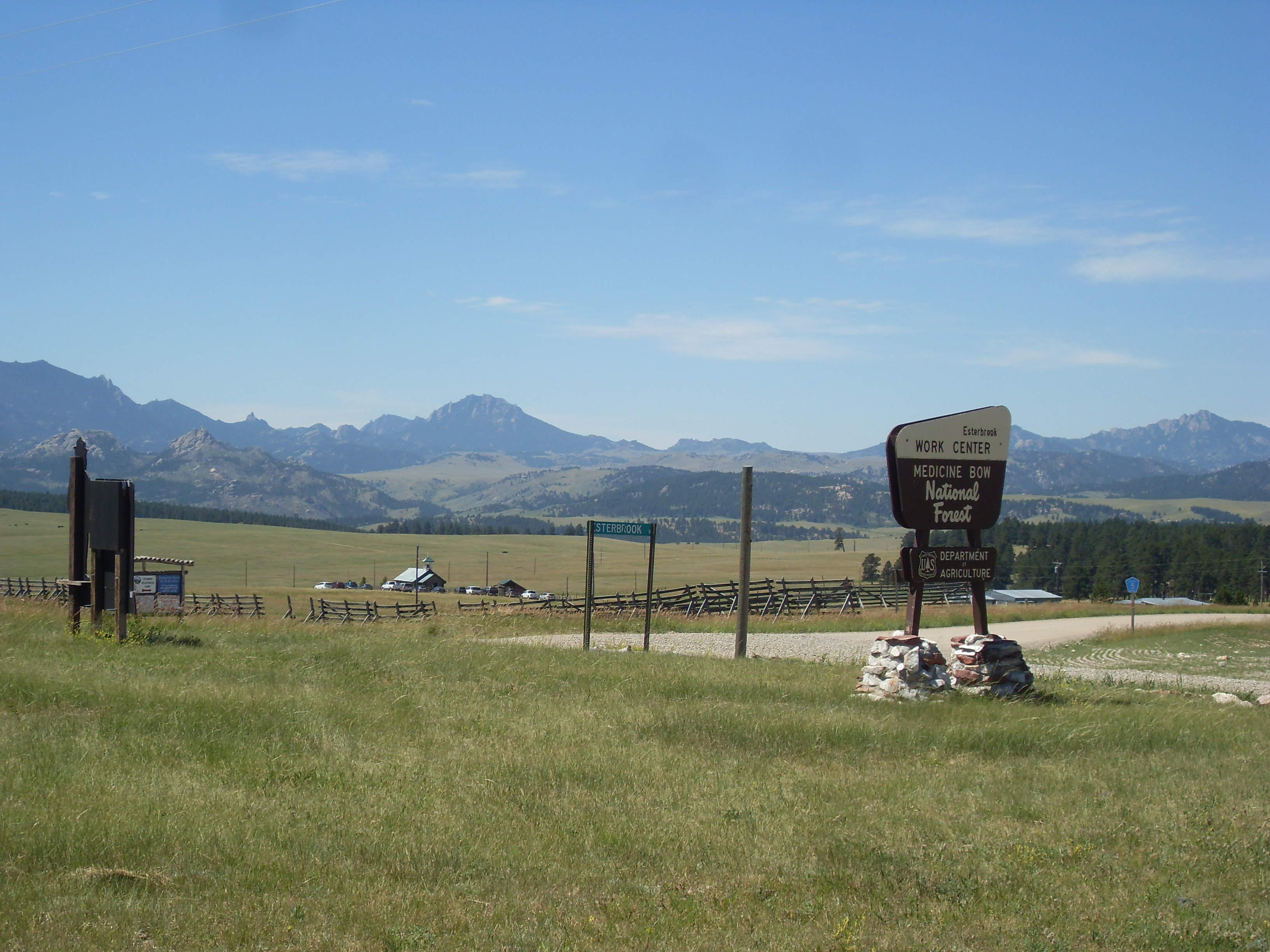
醫學弓國家森林公園

普拉特縣成立於1911年2月21日，是自拉勒米縣獨立。「普拉特」這個名稱則是來自北普拉特河。

## 地理

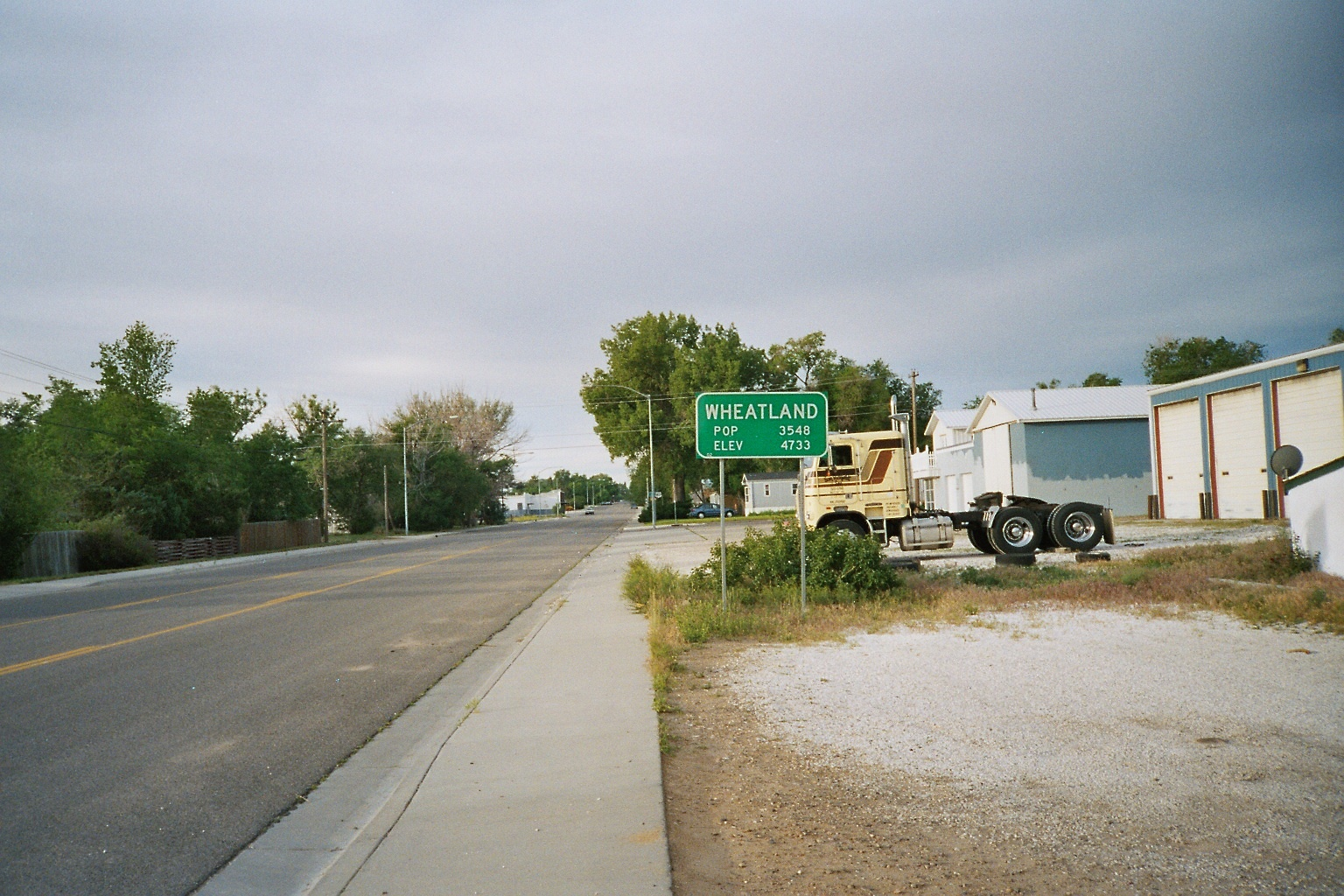
縣治惠特蘭

根據2000年人口普查，普拉特縣的總面積為2,111平方英里（5,470平方），其中有2,085平方英里（5,400平方），即97.77%為陸地；26平方英里（67平方），即1.23%為水域。

### 毗鄰縣
所有普拉特縣的毗鄰縣皆為懷俄明州的縣份。
- 奈厄布拉勒縣：東北方
- 戈申縣：東方
- 拉勒米縣：南方
- 奧爾巴尼縣：西方
- 康弗斯縣：西北方

### 國家保護區
- 醫學弓國家森林公園（部分）

## 人口
| 调查年              | 人口   | 备注 | %±     |
| ------------------- | ------ | ---- | ------ |
| 1920                | 7,421  |      | —      |
| 1930                | 9,695  |      | 30.6%  |
| 1940                | 8,013  |      | −17.3% |
| 1950                | 7,925  |      | −1.1%  |
| 1960                | 7,195  |      | −9.2%  |
| 1970                | 6,486  |      | −9.9%  |
| 1980                | 11,975 |      | 84.6%  |
| 1990                | 8,145  |      | −32.0% |
| 2000                | 8,807  |      | 8.1%   |
| 2010                | 8,667  |      | −1.6%  |
| [ 9 ] [ 10 ] [ 11 ] |        |      |        |

根據2000年人口普查，普拉特縣擁有8,807居民、3,625住戶和2,494家庭。其人口密度為每平方英里4居民（每平方公里2居民）。本縣擁有4,528間房屋单位，其密度為每平方英里2間（每平方公里1間）。而人口是由96.18%白人、0.16%黑人、0.5%土著、0.17%亞洲人、0.02%太平洋岛民、1.69%其他種族和1.27%混血构成。而西班牙裔或拉丁美洲人佔了人口5.28%。在96.18%白人中，有31.7%為德國人、13.4%為愛爾蘭人、以及11.3%為英國人。
在3,625住户中，有30%擁有一個或以上的兒童（18歲以下）、58.9%為夫妻、6.8%為單親家庭、31.2%為非家庭、27.3%為獨居、13.2%住戶有同居長者。平均每戶有2.4人，而平均每個家庭則有2.92人。在8,807居民中，有25.4%為18歲以下、6.6%為18至24歲、24.3%為25至44歲、27.3%為45至64歲以及16.6%為65歲以上。人口的年齡中位數為41歲，女子對男子的性別比為100：97.4。成年人的性別比則為100：96.5。
本縣的住戶收入中位數為$33,866，而家庭收入中位數則為$41,449。男性的收入中位數為$31,484，而女性的收入中位數則為$19,635，人均收入為$17,530。約8.5%家庭和11.7%人口在貧窮線以下，包括15.9%兒童（18歲以下）及12.2%長者（65歲以上）。